# ジャッカー電撃隊
『ジャッカー電撃隊』（ジャッカーでんげきたい）は、1977年4月9日から12月24日まで、テレビ朝日系列で毎週土曜19:30 - 20:00（JST）に全35話が放送された、テレビ朝日・東映制作の特撮テレビドラマ、および作中で主人公たちが変身するヒーローたちのチーム名。
「スーパー戦隊シリーズ」第2作である。

## 概要
4人のサイボーグ「ジャッカー電撃隊」が犯罪組織「クライム」の起こした事件を捜査した末、変身してクライムと戦う姿を描く。スーパー戦隊シリーズでは唯一のサイボーグで構成される戦隊である。
大ヒットとなった前作『秘密戦隊ゴレンジャー』の路線を継承しつつも、犯罪組織と特捜隊の対立を描くスパイアクションとメカニック描写を重視したシリアスな作品となったが、視聴率の低迷により前作レギュラーであった宮内洋を新レギュラーに迎えるなど、大幅な路線変更が行われた。
アクションは前作の後半から引き続き、ジャパンアクションクラブが担当。トランポリンを多用したアクションと、カメラワークを意識した素早い動き、統制されたチームの動きなどは、その後のシリーズの基本となっている。

### 制作経緯
大人気となり2年間放送された『ゴレンジャー』であったが、新たなマーチャンダイジング展開や番組の長期化によるマンネリ化対策として新たな作品が制作されることとなった。前作の大きな特徴である色分けされたグループヒーローという要素は継承しつつ、前作との差別化として人数をトランプをモチーフとした4人に変更。また、娯楽性の強まっていった前作へのアンチテーゼも込めて、企画書ではドラマ性とメカニックを重視した作風とすることが強調されている。ドラマ性については、前作序盤で追求しきれなかったスパイアクション要素を発展させ、よりリアルな犯罪捜査を描き、さらに主人公側の人間像を描写することでアクション面以外で視聴者を惹きつけることを意図していた。
メカニック要素としては、サイボーグという設定が導入されたほか、当時のスーパーカーブームを反映してメカデザインに取り入れている。第7話と第14話では実在のスーパーカーを登場させている。
企画段階のネーミングとして『科学特捜隊ボーグハンター（科学防衛隊ボーグハンター）』および『電撃戦隊グロスボンガー』が挙げられていた。「ジャッカー電撃隊」の名称は、トランプのイメージを強調するため「J・A・K・Q」から命名された。

### 路線変更
視聴率は、放送開始当初こそ20パーセント台を記録したものの、次第に低迷していったため、子供の出番を増やすなどのテコ入れが行なわれた。前半の内容について、メインライターの上原正三は主人公をサイボーグとしたことで自然に話がシリアスになってしまい、計算外の暗さがつきまとったことを述べており、東映プロデューサーの吉川進も『ゴレンジャー』に対する1つのアンチテーゼという狙いであったが、主題歌が暗くなるなど暗いイメージが波及したことを語っている。
石森プロは、クライムの背後にいた悪の未来人「エムペリアン」を追って来た未来人「ペイジワン」が、ジャッカーとともにタイムマシンで時間移動して悪の陰謀を砕くという案「タイムファイターの謎」を提案したが、それまでの世界観と異なるためにNGとなった。そこで、ジョーカーに代わる行動隊長として『ゴレンジャー』に出演していた宮内洋を新たにレギュラーとして起用し、テコ入れで途中参加したテレビ朝日プロデューサーの小泉美明の提案により、新キャラクターのビッグワンが創作され、第23話から登場。作劇面以外でも、オープニング・エンディング映像の再構成やアイキャッチの変更が行なわれた。このように様々なテコ入れが図られた一方で、番組終盤の第34話・第35話は初期のようなハードなストーリーに回帰し、特に第34話ではビッグワンを除くメンバーの変身後の姿が一切登場しないという異色回となっている。
テレビシリーズ終了後の1978年3月18日には、『ゴレンジャー』とのクロスオーバー作品である劇場用オリジナル作品『ジャッカー電撃隊VSゴレンジャー』が公開された。

## あらすじ
巨大な組織力と機械怪物で構成され、首領のアイアンクロー（鉄の爪）に率いられる犯罪シンジケートクライムの暗躍に際し、国際科学特捜隊日本支部長官の鯨井大助（ジョーカー）に招集された桜井五郎・東竜・カレン水木・大地文太の4人は、核・電気・磁力・重力のエネルギーを持つサイボーグ戦士ジャッカーとして生まれ変わり、トランプのコードネームを持つジャッカー電撃隊となる。ジャッカーはクライムの陰惨な組織犯罪を捜査して壊滅を目指すが、宇宙的科学力にスケールが拡大していくその攻勢に苦戦を強いられる。そんな中、行動隊長の番場壮吉（ビッグワン）が加わり、5人になったジャッカーは、クライムと雌雄を決するべく戦いを繰り広げていく。

## 登場人物

### ジャッカー電撃隊
巨大犯罪組織クライムに対抗すべく、国際科学特捜隊日本支部が結成したテロや組織犯罪に対応したサイボーグ部隊。トランプのA（エース）、J（ジャック）、Q（クイーン）、K（キング）を並べ替えたJAKQと表記し、ジャッカーと読む。メンバーは全員サイボーグであり、変身前でも能力（探査能力、怪力など）を発揮できるため、相当の戦闘力を持っている。飛行要塞スカイエースによって運ばれる強化カプセルの中で、各々の強化エネルギーを浴びることによってチェンジする。
大地と番場以外の3名は民間出身（カレンは警察出身者）であり、ジャッカー加入後、国際科学特捜隊に入隊した。
変身後・集合時の名乗りは、「我ら、ジャッカー電撃隊！」。初期メンバー4人には、自分のパーソナルカラーが織り込まれた決め口上が前期・後期の2種類ずつある。
変身後は全員マントを羽織っている。初期メンバーはマスク表面には各々のトランプマークが描かれている。ビッグワンは、外観自体が初期メンバーとは大きく異なり、マントも大きく、マスク表面には赤・青・緑・黄も描かれている。
- 初期メンバーの4人のコスチュームは、1977年1月に行われた撮影会では、胸のマーク、ベルトの形状、アイマスク部分の塗装などが本編と異なる[18]。また、ビッグワンも、1977年8月に行われた撮影会では、ベルトの形状が本編と異なっている[19]。

桜井 五郎（）
ジャッカー電撃隊のリーダー。元オリンピック近代五種競技（フェンシング・馬術・水泳・陸上（ラン）・射撃）ゴールドメダリスト。24歳。コードネームはエース。桜井によれば親友である若宮がスペードエースになっていた可能性もあった。
大学に残って、陸上部のコーチとして活動しながら、次のオリンピックを目指していた矢先、鯨井にスカウトされる。親から貰った身体を大事にしたいという思いとオリンピックへの夢から鯨井の誘いを一旦は固辞するが、クライムによるカレン襲撃現場に遭遇し、彼女を救出したことでクライムの非道を知り、カレンたち3人がサイボーグ手術を終えた後、自身もジャッカーに加入し、体内に内蔵された原子炉による核（原子力）エネルギーで稼動するサイボーグとなる。
スキーやテニスなどスポーツ万能であり、生身でも4,5階相当のビルを越えるジャンプ力を持つ。右肩後部に小型原子炉を内蔵しているが、そこを加熱されると暴走する危険性を持つ。
冷静さと熱さを兼ね備え、正義感も強く、子ども好き。カレンから好意を寄せられ、後に彼女の思いに応え、相思相愛の関係になった。
最終決戦ではシャインを倒す。
- 桜井を演じる丹波義隆は丹波哲郎の長男であり、丹波哲郎に師事していた番場壮吉役の宮内洋は自身の役どころについて、主役を取ったようで気が引けたと述べている。

スペードエース
桜井がチェンジする戦士。パーソナルカラーは赤。
核エネルギーを帯びたムチで弓にも変形するスペードアーツと500馬力の出力、持ち前の運動能力を駆使して戦う。

東 竜（）
ボクシング元ジュニアウェルター級世界ランキング第2位のボクサー。25歳。コードネームはジャック。
ボクサー時代に世界タイトルマッチで八百長試合を強制され、試合を放棄して国外へ逃亡。その後、ラスベガスでハスラーをしていたところを殺人騒動に巻き込まれて日本に帰国し、鯨井大助の誘いに応じてサイボーグ化手術を受け、電気エネルギーで稼動するサイボーグとなった。動力装置をスパークさせ、救難信号を送ることも可能。
ボクサー時代に培ったハングリー精神ゆえに物事にも動じない度胸を持つなど執念が強く、義理堅い性格もあり、いぶし銀という言葉が似合う人物。趣味はモダン・ジャズで直輸入盤のレコードを収集している。プライベートでは少年野球のコーチを務めている。
最終回では第1話とは逆に空港に鯨井を迎えに来た。
ダイヤジャック
東がチェンジする戦士。パーソナルカラーは青。
持ち前のスピードと剣ダイヤソードを駆使したスピード殺法で戦う。パワーは400馬力。
- 初期のデザイン案ではスペードエースとダイヤジャックの色が反転しており、スペードエース＝青、ダイヤジャック＝赤となっていた。

カレン 水木（）
チームの紅一点で元麻薬Gメン。18歳。コードネームはクイン。
クライム傘下の麻薬ルートの摘発後、クライムの報復で父を亡くし、自身も交通事故で右腕を失う瀕死の重傷を負わされた際、偶然通りかかった桜井に救出されて一命を取り留め、父の仇を討つべく、サイボーグ化手術を志願し、磁力エネルギーで稼動するサイボーグとなった。最初から望んでサイボーグになった唯一のメンバー。
弱者への優しさと悪に対する強い気性を併せ持つ男勝りの性格だがショッピングが趣味というように女性らしい一面もある。変装術に長け、空手の有段者。ジャッカーになる前、桜井によって助けられたのが縁で彼に密かな想いを寄せ、次第に相思相愛になっていった。第9話から髪型がロングヘアからショートカットに変更。第33話では誕生日が描かれた。
他のメンバーがビッグワンを除いて、通常時もコードネームで呼ばれているのに対し、ジャッカー男性陣からは「カレン」と本名のほうで呼ばれている。
最終決戦では桜井と共にクライム要塞島に潜入するが変身前だったことが災いして、敵の弾丸で磁力回路を損傷。一時撤退後、ニューヨークから帰国した鯨井の手術で弾丸を摘出され、エネルギーチャージも行われたことで回復した。
- 桜井と恋愛関係になるとの展開は企画段階から構想されていたとされるが、メインライターの上原は当初から意識していたわけではないとしている。

ハートクイン
カレンがチェンジする戦士。パーソナルカラーは桃色。
磁力を使った刃付きの磁力盾ハートキュートを駆使して戦う。最大出力は200馬力。

大地 文太（）
元国際科学特捜隊隊員で海洋学者の卵で、鯨井の弟子にあたる。23歳。コードネームはキング。
潜水艇で海底を探索中、実験中の事故で酸欠状態となって窒息死したが、鯨井らのサイボーグ化手術によって蘇生した。重力エネルギーで稼動するサイボーグとなる。変身前は特殊能力を使用していない。
当初は寡黙なイメージがあり、他の3人に対して敬語や敬称を用いていたが、第4話以降、次第にひょうきんな面を見せるようになり、仲間たちも呼び捨てで呼ぶようになった。趣味はけん玉。華道や野球の心得もあり、特に後者は高校時代に強打者として鳴らしたほどの腕前を誇る。この他、海洋学以外の様々な科学分野にも精通しているため、その技術力を発揮することもあった。
5年前に両親と幼い妹の奈美を飛行機事故で喪っている。第4話では、偶然知り合った少女エミに奈美の面影を重ね、彼女と両親を乗せた飛行機がクライムが保険金目当てで事故に見せかけて墜落した際には、損傷の酷い飛行機からレーザーによる焦げ跡という証拠を血眼になって見つけ出した。
最終回では桜井と番場に「科学者の卵だから」という強引な理由で半死半生のカレンの手術の執刀を一旦は委ねられるが「（自分の行う）手術の失敗でカレンを死なせたくない」と手術を中断。身体はサイボーグでも心は人間であるがゆえの弱さを見せた。
- 演じる風戸佑介は、本作品の直前に映画で僧侶役を演じていたため髪を剃っており、序盤はかつらを着用していた。

クローバーキング
大地がチェンジする戦士。パーソナルカラーは緑。
メンバー最大の700馬力の出力を持つパワーファイターであり、腕にはめたクラブメガトンを駆使して戦う。
- 挿入歌「ジャッカーコバック」の歌詞や、放送当時のコミカライズ、および後年発売されたアニバーサリーカードなどでは、クラブキングと表記されている。

番場 壮吉（）
第23話より登場。ニューヨーク本部科学技術庁長官となった鯨井大助の後任として着任したジャッカー電撃隊の行動隊長。アメリカでは国際科学特捜隊の独立調査員として活躍していた。
白いスーツと帽子に身を包み、神出鬼没かつ変装の名人。判断力と洞察力に優れ、飄々としながらも独自のダンディズムを持つ。フェミニストではあるが相手が女性でも悪人であった場合は対応も変わってくる。玉三郎とは仲が良く、彼の調理したラーメンとカレーが好物。
最終決戦で鯨井たちが人質にされた際には冷凍による救出作戦を思いつき、救出に成功した。
初期4人の男性陣はお互いに「エース」「ジャック」「キング」とコードネームで呼び合っているが、番場のみ「桜井」「東」「大地」と苗字で呼んでいる。
- スーパー戦隊シリーズ初の追加戦士かつ、変身する司令官の走りである。オープニングでは番場のみ役名と演者の名前が赤字で表示されており、彼の白いスーツの上に被さる形となっている。
- 演じる宮内洋は、当時『快傑ズバット』で主演を務めており、「隊長の役」と聞いて基地から司令を出す役なら撮影日数が少なくて済むと考えていたが実際には変身する役であったため驚いたという。衣裳は前レギュラーの鯨井との差別化や宮内自身の持ち味を出すため白と赤で統一された。

ビッグワン
番場がチェンジする戦士。パーソナルカラーは白。
初期メンバー4人がそれぞれ持つ、核・電気・磁力・重力の4大エネルギーを全て併せ持ち、鳥のように空中を滑空できることから白い鳥人の異名をとる。4人が危機に陥った時、もしくは4人との合同必殺技ビッグボンバーを放つ時に登場することが多い。武器はビッグ・バトン。
- ビッグワンのスーツアクターを務めた岡本美登は、マスクの覗き穴がV字の模様に沿って離れて開いていたため、外はほとんど見えなかったと証言している。

ビッグワンの変身方法
初期メンバー4人とは異なり、強化カプセル無しで変身可能だが、変身バンクは描かれなかった。
- 第29話・第35話Aパート・映画『ジャッカー電撃隊VSゴレンジャー』ではアイアンクローの視界を遮り、次の瞬間には変身を終えていた。
- 第35話（最終回）Bパートでは、反転して変身。初期メンバーと並んで名乗りを挙げた。
- 『百獣戦隊ガオレンジャーVSスーパー戦隊』では、胸ポケットの赤いバラを嗅いだ後、ジャンプして変身。

その他の作品への登場
Vシネマ『百獣戦隊ガオレンジャーVSスーパー戦隊』
僧侶の姿に変装し、他のスーパー戦隊のメンバーと共にガオレンジャーにスーパー戦隊魂を説く。チェンジ前でさえ強化オルゲットは赤子同然、ヤバイバとツエツエが2人がかりでも相手にならないなど、その戦闘力には微塵の衰えも無かった。
- 撮影に際して衣装が新調されている。

映画『ゴーカイジャー ゴセイジャー スーパー戦隊199ヒーロー大決戦』
34の戦隊の中心人物として登場。アカレンジャーとともにゴセイジャーの救援にかけつけている。詳細は作品記事を参照。

### 国際科学特捜隊
鯨井 大助（） / ジョーカー
国際科学特捜隊の幹部で、日本支部長官。45歳。優秀な科学者で人体改造学のサイボーグ手術の権威でもあり、犯罪組織クライムに対抗するためのサイボーグ部隊を結成すべく、メンバー候補者をスカウトしてまわり、彼らにサイボーグ手術を施した。ジャッカー電撃隊の結成後は自ら指揮官となる。私生活では結婚しており、妻と娘のマリがいる。
変身はしないが、自身をジョーカーと称し、「J」「A」「K」「Q」のボタンが着いた黄色のジャケットと官帽を着用。
第23話でニューヨーク本部科学技術庁長官に任命されるが、クライムとの最終決戦でカレンの手術のために帰国。クライムに妻子と9号と10号を人質に捕られたことから、東と共に指定場所に赴き、同様に捕らえられ、爆弾付きのトラックのコンテナ内に閉じ込められるが、番場の冷凍作戦で爆弾共々凍結させられることで全員救出され、解凍後、カレンの手術を成功させ、以前同様に指揮官も務めた。本作品の後日談である映画『ジャッカー電撃隊VSゴレンジャー』にも登場し、指揮官を務めている。
- 企画段階ではジャッカー電撃隊4人とともにデザイン画が描かれるなどキャラクター性が強調されている。演じる田中浩は子供番組へのレギュラー出演は本作品が初めてであり、一般の作品よりも派手な衣裳を見て面食らい、自身が役をこなせるか不安になったという。しかし、プロデューサーの吉川進から伝えられた「威厳のある父親」というイメージに徹し、さらに自身の子供が番組を見て喜んでいたことで自信を持つことができたという。
- 第1回撮影会では髭を付けていなかった。

ハムスター
鯨井が日本支部長官時代から飼っているペット。サイボーグ化されており、第15話からしゃべるようになるが、口が悪い。おしっこも可能。鯨井がニューヨークに渡った際には、帯同が不許可であったため、日本に留まる。
女性隊員7号 / 林 恵子（）
第15話のみ登場。
女性隊員8号 / 山本 純子（）
第15話および第17話から第20話まで登場。探索任務や要人警護を中心に活動する。
女性隊員9号 / 飯島 佳子（）
第17話から最終回まで登場。番場の登場後は彼の秘書的な役割も担う。
女性隊員10号
第21話から最終回まで登場。9号と同じく番場の秘書も担当しており、変装作戦にも数回参加している。
姫 玉三郎（）
番場同様に第23話から最終回まで登場。国際科学特捜隊の松山支部から、ジャッカー本部に転属される。主に炊事を担当。愛媛弁でしゃべり、落語好きで小話も披露する。番場とは仲が良く、逆に桜井たちには煙たがられているが、それでも仲間意識は持たれている。

## ジャッカー電撃隊の戦力

### 変身用装備
強化カプセル
初期メンバー4人をジャッカーにチェンジさせるためのメカ。それぞれのカプセルに入った後、上下に内蔵されたエネルギー発生装置から各隊員の動力エネルギーを浴びせることにより、サイボーグ・プロテクターを装着させ、ジャッカーにチェンジさせる。20秒のチャージタイムを要する。設定上は計8個存在する。
- シリーズで唯一の「携行することが不可能な変身装置」であるが、このような形になったのは桜井役の丹波が変身ポーズを嫌がったための措置であることを丹波が後年明かしている。
- 正式名は「強化カプセル」だが、3・4・11話では強化ボックス、13話では単にボックスと呼ばれていた。放送当時の児童誌ではエネルギーチャージャー用カプセルと紹介している記事もある。ポピーから発売された超合金ではチャージボックスという名称であった。

### 武装・技
スペードエース
スペードアーツ
核エネルギーを帯びたムチ。敵を殴りつけるほか、敵に絡みつかせて独楽のように回すスペードアーツ独楽回しという技も使える。弓（特殊アーチェリー）にも変形し、矢を連射するスペードアーツ連続発射、核エネルギーをこめて放つスペードアーツアトム射ちといった技を放つ。
核パンチ
核エネルギーを右拳に込めたストレートパンチ。
加速装置（加速スイッチ）
高速移動が可能。変身前でも使用される。
中性子スコープ
腕のスイッチを操作して、中性子ビームを手から放射し、X線の要領で原子力エネルギーを利用し、分厚いコンクリートの壁や鉄板も透視する。変身前でも使える。
遠隔集音装置
耳に組み込まれている、遠距離の物音でもキャッチする集音装置。変身前でも使える。
紫外線透視
マスクのスペード部分を発光させながら、紫外線を噴射し、透明化した怪物の姿を見ることが出来る。20話で使用。
声紋分析
相手の声を聞き分けることで、変装している者が誰かを見分ける。
放射能感知能力
微量な放射能をも感知する。
スペードスウィング
体を高速回転させて束縛から脱出する。コブラ大神官の、コブラを絡みつかせて動きを封じる技「コブラツイスト」を振りほどいた。
回転投げ
両足で相手の頭を挟み投げる技。素早く跳躍して両脚で敵の頭部を挟み、地面に着地して回転投げを浴びせる。

ダイヤジャック
ダイヤソード
電気エネルギーを帯びた細身の電気剣。伸縮自在で、短剣にもなる。電気エネルギーを蓄えて敵を切り裂くエレキ斬り・稲妻のように敵を上から斬るダイヤソード稲妻斬り・X字に2体の敵を斬る電気エックスカッターの他に、敵を脳天から縦に斬る唐竹割り、大きく振り回して6人の敵をまとめて斬るダイヤソード6人斬り、地面や水中に剣を突き立てて電気エネルギーを流す電気スパーク、ジャンプして空中回転しながら空中の敵に斬りつける回転斬りといった、多彩な技が使える。また、刀身を光らせて闇を消したり、多数のクライマーを一度に倒すことも出来る。第19話ではスペードエースも使用した。
- 撮影用プロップはアップ用とロング用の2種類が存在する。

加速装置（加速スイッチ）
第6話で使用。スペードエースのものと同じ。
電光キック
右足に電気エネルギーを込めて敵を蹴る。
二段蹴り（2段キック）
1度に2人の敵を蹴り飛ばす。
気合蹴り
敵に接近して軽くジャンプしながら蹴り上げる。
エレキカッター
東の右手中指に内蔵されている特殊電気カッター。分厚い壁も切断する。第1話で使用。
ダイヤレーザー（ダイヤビーム）
東の右手薬指に内蔵されている小型レーザー砲。切断能力の他、電気を遠隔操作して車を操ることも可能。
透視能力
東の目には、桜井ほどではないが透視能力がある。6話で敵とトランプをする際に使用、カードを盗み見た。
電気エネルギー注入
東の右手は、握手をしながら相手の体に電気エネルギーを注入することが可能。6話で使用。

ハートクイン
ハートキュート
磁力エネルギーを放出した、Qの形をした磁力盾。周囲が鋭い刃になっており、盾としてよりも、磁力線を放射するほか、斬りつけたり投げたりして使うことが多い。ハートキュート磁力パワーを放ってクライマーたちの動きをまとめてコントロールすることが可能。
空中回転蹴り
空中で回転しながら、敵に強烈なキックを食らわす。
マグネチックカウンター
カレンの右手人差指に内蔵されている磁力探知機。空中の磁力線を探知できる。
磁力光波（磁力波）
カレンの右手から磁力を放つ。磁力エネルギーで銃弾を引き寄せて無効化することが可能。
火薬探知機
カレンが身につけている、ハート型のペンダントタイプの特殊装置。爆弾などの金属探知機になっており、機械怪物が近づくと磁力に反応して危険を察知する。
発信機
離れている仲間とも連絡を取ることが可能。

クローバーキング
クラブメガトン
腕が変形した重力エネルギーを帯びた強化グローブ。基本的に左腕に装着する（クラブメガトンパンチの時は右手に装着）。右腕の重力パンチクラブメガトンパンチを放つ他、チェーン付きの拳を振り回して敵をつかみ上げて放り投げるクラブメガトン回転投げも使用可能。拳部分は鎖分銅になっていて、これを振り回して攻撃するクラブメガトン回転打ち、31話で積み上げられた鉄管に隠れたクライマーたちを、顔を出したところを鉄管の上から分銅で次々と殴りつけたクラブメガトン分目打ちといった技が使える。地面を殴って地響きを起こすことも可能。
メガトンスクリューパンチ
スクリューのように体を回転させ、パンチ力を強化させて敵に打ち込む。
重力投げ
重力エネルギーを利用して、敵を投げ飛ばす。
キング重力プレス
重力エネルギーを発生させながらボディアタックを決めて、敵を押しつぶす。
キング回転投げ
敵を頭上に抱え上げ、高速回転させて投げ飛ばす。イカルス大王にダメージを与えた。
手榴弾
高い爆発力を持つ小型武器。
カード
鋭い切れ味を持つ投擲武器。

ビッグワン
ビッグ・バトン
ビッグワンが愛用するバトン。4大エネルギーを増強させる効果がある。変身前はマジックの道具として使っている。これに4大エネルギーを込めて殴りつけるビッグワンフィニッシュという技がある。

### 4人共通の能力
サイボーグジャンプ
強力なジャンプ。8話で使用。
スペアエネルギー
「ダブルパワー」の掛け声で体内のスペアエネルギーで、敵に撃ちこまれた毒を分解する。コブラ大神官の毒を分解した。

### 合体技・必殺技
ジャッカーコバック
番組前半での必殺技。4人で敵の周りを取り囲み、頭部を密着させて、原子・電気・重力・磁力の4つのエネルギーを足から送り込み、空中に蹴り上げ、爆破させる。第6話までは蹴り上げた直後に、一斉パンチのような動作で空中の敵に残ったエネルギーのビームをぶつけることでトドメを刺していた。デビルレスラー戦では、デビルレスラーの背中にロケットを装着させ、空中で爆破させるジャッカーコバックロケッターを使用。デビルボール2戦では、巨大鉄球に変化したデビルボールに対抗して全員でバットを持って鉄球を殴り回し、全員で空に打ち上げる応用技ジャッカーコバックホームランを使用。デビルバッター戦では、デビルバッターが打った巨大鉄球をこの技で蹴り返し、デビルバッターにとどめの一撃を与えた。アトミック魔女戦では、空中でフェイントをかけてから敵の周りを取り囲むジャッカーコバック時間差攻撃を使用したが通用せず、以後この技は使用されなくなった。
- クライムロボットのスーツアクターを務めた村上潤によれば、当初は歩道橋から飛び降りて撮影していたが、次第にトランポリンを用いるようになったという。

ビッグボンバー
ビッグワン登場後の必殺武器である車輪付き大砲で、スーパー戦隊シリーズ初の合体武器でもある。右車輪を手にしたダイヤジャック、左車輪を手にしたクローバーキング、支えを手にしたハートクインが順に「セット1」「セット2」「セット3」の掛け声と共に合体させていき、スペードエースが「行くぞ、コンバイン。セットオン!」の掛け声と共に砲身を合体させて完成。「ジャッカー必殺武器」の掛け声の後に砲弾を装填したビッグワンの「ビッグボンバー」の掛け声と共に発射する。砲弾を貫通された侵略ロボットはジャッカーコバック同様に宙に吹っ飛びながら爆散していた。
第29話以降、弾丸は敵の弱点に応じて変形するようになり、変形攻撃で倒された侵略ロボットは、前作『ゴレンジャー』のゴレンジャーハリケーンで倒された敵同様にコミカルな断末魔を叫んで爆死することが多い。
ビッグボンバーの変形一覧
| 話数   | 名称                  | 相手             |
| ------ | --------------------- | ---------------- |
| 第29話 | クモの巣攻め[注釈 11] | カマキリ大酋長   |
| 第30話 | アフリカゾウ[注釈 12] | コブラ大神官     |
| 第31話 | とうもろこし          | シャチラ汗       |
| 第32話 | ウソつき退治[注釈 13] | カメレアン大隊長 |
| 第33話 | ビッグアロー[53]      | バッファロー提督 |
| 第35話 | どぶねずみ[注釈 14]   | 戦士鉄の爪       |
ジャッカーハリケーン
第6話から使用。4人が腕を組んで卍型にし、高速回転しながら周りの敵を薙ぎ倒したり、攻撃を跳ね返す技。
電撃キック
4人が一斉に飛び蹴りを食らわす。35話では「電光キック」と呼称していた。
ジャッカークロス
クイン以外の3人がジャンプ、キングとジャックが空中で交差した後、エースがジャンピングパンチを浴びせ、続けてジャックとキングが飛び蹴りを同時に食らわす。戦士アイアンクローに使用、ダメージこそ与えられなかったがその時捕まっていたクインの解放には成功した。
ジャッカーアタック時間差攻撃
4人がジャンプ、4方向から敵に時間差で体当たりする。戦士アイアンクローに使用するもかわされる。

### メカニック
ジャッカーマシーン
特捜隊と鯨井長官の科学力を結集して製造されたスーパーマシーン。4台とも、ジェット噴射で一時的に浮上するスカイジェットと、警察の部隊でもあるためサイレンを装備。4台のマシーンが十字フォーメーションを組んで内蔵する機銃の一斉射撃するマシーンコバックの初使用は4話。作中で技名のコールがあったのはカマキリ大酋長に使用された時のみ。
スペードマシーン
スペードエース専用の2シーターのミッドシップマシン。オンロード、オフロードのどちらにも対応できる。
ショックウェーブ発射装置、フライングレーザー、リトラクタブル・ヘッドライト状に展開する20ミリ機関砲2門や万能レーダーや高性能通信機、ジェットタービンや多面音波探知器を装備。
また、車体下部からジェット噴射することで、一時的に浮上して、敵に突進攻撃を仕掛けるスカイジェットを得意とする。
- ベース車両はイタリア車のフィアット・X1/9。
- 当初はダイヤジャックのマシーンとしてデザインされていた。
- 企画段階での名称は「マッハエース号」。

マッハダイヤ
ダイヤジャック専用フォーミュラーカー。オンロードの走行に長けており、ジャッカーマシーンの中では最も速い。短時間のジェット噴射によるホバー飛行が可能。
フロントに機銃、ダイヤミサイル、切断用のダイヤカッターを装備。第7話では、東は運転しながら自身の電気エネルギーで本車のバッテリーの充電をしていた。第21話ではデビルバッターに乗っ取られ悪用されてしまった。
- ベース車両はレース用のF2マシーン。東役の伊東平山と、監督の奥中惇夫は共に、「故障が多く、走らせにくかった」と語っている。
- 企画段階での名称は「ジャッカー号」で、当初はエースのマシーンとしてデザインされた。そのため、ボンネットにもAと描かれており、カラーリングも赤いものだった。

ハートバギー
ハートクイン専用オフロードバギー。最高速度はジャッカーマシーンの中では一番遅いが、どんな荒地でも走ることが出来る全地形対応型。人命救助用を主目的とする。バックミラーが付いていることもあった。
磁力エンジン、妨害電波、救急箱を搭載し、フロントの機関砲（機銃）一基や小型地雷弾を武器としている。
- ベース車両はフォルクスワーゲン・タイプ1ベースのバギー、メイヤーズマンクス・ミニT。車両自体が古かったため故障が多かった。放送当時の報道では、ベースとなった車両は当時日本に数台しかなく、ある石油会社の秘蔵品を譲り受けたと報じている。
- 企画段階での名称は「ミニハート号」。

オートクローバー
クローバーキング専用オンロードタイプのオートバイ。ジャッカーマシーンで唯一のオートバイ。機動性が高く小回りが利く。ジャッカーマシンで最大の重量のため、キングのみ乗りこなせる。
武器として、後部に2門、前部に1門の20ミリ機関砲（小型機関砲）を持つ。赤外線ライト、ジェット噴射装置なども装備。

スカイエース
「空の要塞」とも呼ばれるジャッカーの移動要塞で、垂直離着陸が可能な大型戦闘機。主に桜井か東が操縦する。着陸の際は翼を上方に90度回転させることで着陸脚が展開し、同時に車輪部分を展開。音声リモコンによって無人操縦が可能。機体の後部には、スカイコンテナを搭載。
武器は尾翼中央部にあるスカイミサイル（別名・スカイロケット、スカイロケッター）と機体側面からのエースロケッター、機首から伸ばす巨大マジックハンドのスカイハンド、先端が3つに分かれていることからマニピュレーターにもなるドリルのスカイドリル。これらに加え、金属探知機も装備されている。
『百獣戦隊ガオレンジャーVSスーパー戦隊』『ゴーカイジャー ゴセイジャー スーパー戦隊199ヒーロー大決戦』にも登場。
- 企画段階での名称は「スカイジャック号」。

スカイコンテナ
スカイエース機体後部に取り付けられているコンテナ。下には大型ファンが付いており、スカイエースのコクピットでの操作で上昇・下降が出来る。中にはジャッカーマシーンと強化カプセル、ジャックタンクを格納している。第3話では、正気に戻ったコマンド部隊を避難させた。
ジャックタンク
ジャッカーの輸送と地上攻撃用の水陸両用攻撃用特殊装甲車。「動く要塞」とも呼ばれる。コクピット後方に強化カプセルを収容するスペースがある。パイロットは主に東だが、ダイヤジャックの姿で操縦したことはない。
主な武器は屋根からせり上がる2連装砲ジャックタンクロケッター（別名・ジャックカノン）と、フロント下部から伸ばすメカアームロングハンドとその先端にセットされた障害物破壊および掘削用のバケットジャックシャベル、車体後部から展開するメカアームツーハンド、105ミリ無反動砲。地中に潜ることも可能。ビルをロングハンドで登り、ツーハンドと併用することでエレベーターのワイヤーを伝って降下する。
- 企画段階での名称は「キングタンク号」で、キング専用マシンの予定だった。
- 造形物は実物大の車両とミニチュアが存在する。前者は変形ギミックは存在しない。

隊員ヘルメット
チェンジ前のジャッカーが各マシーンに搭乗・運転する際に着用する。左部分に付いてあるマイクでメンバー同士の通信が可能。
スペック
| 名称             | 全長           | 重量                  | スピード                                                                 |
| ---------------- | -------------- | --------------------- | ------------------------------------------------------------------------ |
| スペードマシーン | 4.2 m[出典 37] | 650 kg[出典 37]       | - 400 km/h[出典 37] - （エースのエネルギーを受けると700 km/hに強化[23]） |
| マッハダイヤ     | 4.5 m[出典 37] | 800 kg[出典 37]       | 450 km/h[出典 37]                                                        |
| ハートバギー     | 3.2 m[出典 37] | 400 kg[出典 37]       | 350 km/h[出典 37]                                                        |
| オートクローバー | 1.9 m[出典 37] | 210 kg[出典 37]       | 400 km/h[出典 37]                                                        |
| スカイエース     | 60 m[出典 37]  | 90 t[出典 37]         | マッハ2[63][62]                                                          |
| ジャックタンク   | 12 m[出典 37]  | 25 t[63][62][注釈 20] | 300 km/h[出典 37]                                                        |

## クライム
首領鉄の爪のもと、世界各地で活動を行う世界的な犯罪シンジケート。クライム要塞島を本拠地としている。地区ごとに幹部のクライムボスがおり、戦闘ロボットである機械怪物（デビルロボット）と兵士であるクライマーを指揮して活動を行う。番組中盤からはクライムボスを介さず、直接デビルロボットとクライマーが活動を行うようになった。また、番組終盤ではクライムの真の首領であるシャインが登場し、真の目的は犯罪による利潤の追求ではなく、資金調達が完了したことによって世界征服による地球の植民地化であることが明かされた。また、「クライムに失敗は許されない」というのが、唯一絶対の掟である。
- 前作『ゴレンジャー』の敵組織・黒十字軍は、スパイアクションを志向していた企画書ではテロリストとしての面が強調されており、本作品におけるクライムに近いイメージであった[71]。

鉄の爪
犯罪組織クライムの首領。右手を飛ばすことが可能な鋼鉄の爪の義手に改造しており、主に部下を処刑する際に使用する。通常は要塞島の司令室で指揮をとるが、自ら出撃することもある。性格は冷酷非情で、失敗を絶対に許さない。ゆえに失敗した部下は容赦なく死刑する。世界各地の主要都市を犯罪都市にしようとする。変装の名人でもあり、第29話では番場と変装合戦を繰り広げた。そのほか、侵略ロボットを復元させる効果のあるエネルギー波を発することもできる。第1話 - 第4話では髭で口が隠れていた。第35話でイカルス大王を処刑した後、シャインより「太陽系のエンペラー」と称された。
戦士鉄の爪
第34話・第35話に登場。要塞島に乗り込んできたジャッカーを迎え撃つための戦闘形態で全身銀色でスキンヘッドという出で立ち。格闘技や念力の達人であり、ジャッカー電撃隊の必殺技をことごとく跳ね返す。第35話では、カレンの手術を妨害すべく、鯨井たちを捕らえるが、番場の冷凍作戦で氷漬けにさせられる。国際科学特捜隊の手で鉛の箱に入れられたまま、埋められそうになるが、その前に自力で復活。最後の戦いにおいて、ジャッカー全員を圧倒するが、ビッグボンバー・どぶねずみで倒される。

シャイン
クライムの真の総支配者。まばゆい光を発して光の球となりアイアンクローに指令を伝えたり、怪物のような影を見せて威嚇する。
アイアンクローも恐れる存在だが、その正体は人工頭脳のような球体のカプセルに入った電子回路状の物体。本当のシャインはこの球体を通じて第2銀河系のシャイン星から指令を出していた宇宙人の精神体で、世界征服が目的だったらしいが、劇中ではその姿を現すことは無かった。小型メカのシャインはスペードエースのスペードアーツで機能を停止。小型メカはスペードエースの手でアイアンクローに渡され、アイアンクローはシャインの正体と自分が騙されていた怒りも力に変えて、最後の戦いに臨んだ。
- 石森による全身のデザイン画も描かれていた。シルエットのみの登場で、スーツは造形されていない。

クライムボス
クライムの地区ごとに擁している人間の幹部（1 - 18・20話）。ただし必ずしも機械怪物の上司というわけではなく同格の地位を持つため、デビルアマゾン（第6話）やデビルギャング（第11話）などは明確にその回のクライムボスの部下でない描写がある。第19話と第21話以後は登場せず、その回の機械怪物（侵略ロボット）がクライマーを率いている。
初期は担当地区で呼ばれ、第1話・第2話には東京ボスが、第3話・第4話には横浜ボスが登場。第5話以降は特定の計画や犯罪を毎回異なるクライムボスが登場するようになり、担当地区は言及されていない。第11話・第13話などのボスのように、表向き善人の振りをしていた者もいる。劇中登場した17名は全員最終的に死亡しており、基本的に失敗を理由にアイアンクローに処刑されたが、一部失敗とは無関係に裏切りや敵前逃亡の罪で始末されたり、機械怪物やジャッカーの攻撃に巻き込まれたり、自滅で死亡することもある。
なお、基本的に劇中「クライムボス」と呼ばれているが、下記の一覧では呼称がないと分かりにくいため、便宜上『スーパー戦隊画報1』51頁にあった偽名を含む呼称や職業などをキャラ名として記載し、特にない者は「（第○話のクライムボス）」とする。
東京ボス
第1話・第2話に登場した東京のクライムを取り仕切るクライムボス。東京犯罪都市化計画の実行責任者で、高性能ライフルクライムM500を開発・量産したほか、デビルキラー、デビルドリルを指揮した。国際科学特捜隊と長い間戦ったため、組織内でも高い地位にいるらしい。計画の失敗によって鉄の爪の義手で首を掴まれた後、自動落とし穴によって死刑された。
- ケイブンシャの『全怪獣怪人大百科』や『全怪獣怪人』では「東京ボス」の写真が第6話の「富岡」の物になっている誤植がある。

横浜ボス
第3話・第4話に登場した横浜のクライムを取り仕切るクライムボス。保険金殺人やコマンド部隊の結成などを実行したほか、デビルマイト、デビルガンを指揮した。クライムボスの中でも残虐さと商売上手で有名。クライムレーザー砲をさらに高く売りつけようと功を焦ってスカイエースにレーザーを撃ってしまったことで基地の場所を特定させてしまい、逆にスカイエースのスカイロケットでクライムレーザー基地もろとも爆死した。
（第5話のクライムボス）
第5話に登場したクライムボス。デビルレスラーとともに桜井の小型原子炉の爆破を企む。科学特捜隊隊員で桜井のテニス練習相手だった小山純子と父親の小山博士を双方別々に家族を人質に取ったと脅迫して、純子に桜井のカルテやスカイエースの設計図を盗ませたり、博士にカルテをもとに原子炉の位置を特定させたうえ、デビルレスラーにジャッカーコバックを使われないように原子爆弾を搭載させたが、双方とも約束を守るつもりはなく純子が設計図と引き換えに両親の解放を求める（＝もう従う気はない）と容赦なく射殺して車で小山博士を連れて逃走するが、純子が射殺された事で怒りに燃えた桜井の加速装置で追いつかれた後の打撃でクライマーごと気絶させられ、その時にクライマーが運転した車が制御不能に陥って崖から落ちて爆死、小山博士は車の制御不能寸前で桜井に救出された。
富岡（）
第6話に登場したクライムボス。房総半島の鴨川地下にエネルギー基地を設けクライムの全動力の70%の供給を図るが、内心ではクライムに反逆を企んでいた野心家。この回の機械怪物デビルアマゾンは彼の配下ではなく鉄の爪の直属だったため裏切りが露見された後、彼女に口紅型の右腕で首を押さえつけられた後に仕込みマシンガンで射殺される最期を迎えた。
クライムライダー
第7話に登場したクライムボス。他のボスと違ってデビルエレキやクライマーに命令を下す場面はないが、彼がジャッカーXを入手した直後に鉄の爪が「クライムボスがジャッカーXを手に入れた」と言っている（「クライムライダー」はジャッカー側の呼称）。黒いヘルメットとスーツを常着しており、素顔は分からない。
機械怪物デビルエレキが占拠した日本政府の財産保管金庫を開けるべく、国際科学特捜隊が開発したニトログリセリンの数千倍の威力がある新型爆弾「ジャッカーX」を奪い、オートバイで逃走。その後、雅子夫人やメンバーとともに給油をしていたフェラーリオーナーにして「フェラーリ・クラブ・ジャパン」会長の切替徹と撮影に来ていた少年を拉致し、切替の乗っていたフェラーリを乗っ取って逃走。デビルエレキのもとへ到着すると、切替や少年とともに追ってきた自分のエネルギーをマッハダイヤに注入して走らせたためにフラフラだった東を捕まえ、ジャッカーXで金庫の扉もろとも爆発させようとしたが、他のジャッカーメンバーの活躍で失敗。それでもジャッカーXを持って逃走したが、最期はジャックが投擲したダイヤソードで背中を突かれて絶命し、ジャッカーXは取り返された。
（第8話のクライムボス）
第8話に登場したクライムボス。デビルフラワーとともに核物質強奪の邪魔となるジャッカーを分断して抹殺する計画を進め、まずカレンの爆殺を狙うが手違いでカレンの友人が爆死、彼女の告別式会場で花屋に化けて爆弾入りの花束を渡しわざと気が付かせておびき出した4人をクライマーに攻撃させ、一度は全員を葬ったと思ったが実は自分の方が欺かれており、そうとは知らずに核物質強奪に向かうと全員無事だったジャッカーに妨害を受ける。最期はデビルフラワーが倒された際に首にあった爆弾の爆発に巻き込まれて爆死した。
（第9話のクライムボス）
第9話に登場したクライムボス。アマゾンの奥地に自生するドリームフラワーを生成して麻薬の栽培・量産を行い、これの流通の邪魔になる麻薬Gメンの始末なども担当。これと並行して、クライム親衛隊の選抜試験の武闘大会「クライムカンフー」優勝者の富士勝也を、以前クライマーが抹殺した中山麻薬Gメンの実弟の中山勝也と見抜いてデビルスパイダーに始末させようとしたが、勝也の極秘連絡でジャッカーに見破られる。最期は止めを刺そうとした勝也を振り切って密造工場のビルに逃げ込むも、鉄の爪にビルごと爆破の死刑を受けた。
偽赤尾弁護士
第10話に登場したクライムボス。美術商ヘンリー太田の時価800億円の浮世絵を奪うため彼の遺産相続者である美紀の命を狙い、本物の赤尾弁護士を殺してすり替わり、秘書を脅して協力させた。最期は正体がばれた後ジャッカーたちを射殺しようとクライマーに命令した後、ジャッカーが彼らの後ろに回り込んだため秘書共々流れ弾が当たって死亡。射殺された秘書も当初は脅されて協力関係になってしまったものの、結局躊躇なく美紀の暗殺に協力したことで東、カレンからは悪人と認識されてしまう。
藤田（）所長
第11話に登場したクライムボス。元々はフジタ公害研究所の所長をしており、所員の若宮（桜井の大学時代の級友）が開発した蒸発剤（本来はゴミの分解目的の薬剤）を横取りし、デビルギャングの協力でクライムに悪用目的で売り込んだことでクライムボスの座を手に入れた。しかし蒸発剤を盾に増長したことがデビルギャングの反感を買っており「卑怯者」とまで言われている。最期はジャッカーにクライマーたちが倒された際、逃げようとしたためデビルギャングに射殺された挙句、「それでもクライムボスか！」とののしられた。
偽カーメン文化長官
第12話に登場したクライムボス。東京の展示会に出されたファラオの黄金マスクを欧州のコレクターに売りつけるため本物のカーメン文化長官を監禁してすり替わり、デビルスフィンクスとともに強奪しようとする。しかしジャッカー側に声の違いで偽物とバレて本物も救出され、デビルスフィンクスを足止めに黄金マスクを持ち去るも事前にジャッカーによってダミーが作られており、それを気が付かずに偽物を持ってきたため鉄の爪によって死刑となった。
ジャン 武藤（）
第13話に登場したクライムボス。表向きは有名なファッションデザイナーだったが裏では宝石の密輸を行っており、機械仕掛けの殺人マネキンで秘密を知ったデザイナーとしての弟子の岩崎の密室殺人を行った他、ジャン武藤の秘書であるレイカの撮影の際に大地を計画的に暗殺するが失敗。後に宝石密売ショーでは余興と称して潜入捜査中にとらえられた大地と用心棒のデビルグーのデスマッチを行ったが、ジャッカーの3人に大地を救出されてから流れが悪くなってデビルグーはジャッカーに倒される。その後、何とか基地まで逃げたが結果的に鉄の爪が死刑のため操作した殺人マネキンにレイカと共に殺された。
008
第14話に登場したクライムボス。デビルウルフとともにメラネシア人のボーンという男の先祖が隠した時価数千億という金塊を狙い、ボーンを殺害するが、金塊の地図を隠したポルシェ930ターボの鍵が第三者の手に渡ってしまったためデビルウルフとともに自動車ごと奪おうとする。最期は高台でクライマーとともにジャッカーを銃撃しようとするがジャッカーの電撃キックでクライマーが蹴り飛ばされた際に巻き込まれて転落死となった。
「008」は劇中で本人が連絡を取る際に名乗っていたもの。
美容院の院長（女ボス）
第15話に登場したクライムボスで劇中唯一確認できる女性のボス。表向きはビューティサロン・ラムールの院長で、裏では人造血液を密造して各国の軍隊に売りさばこうとするが、原料として人造血液の1/3ほど本物の人間の血液が必要なのでデビルミイラに若い女性を誘拐させて吸血を行わせたほか、エステツアーを装って集めた女性をサロンの地下にあった血液工場の労働力として使用する。だが、ジャッカーによって工場が爆破されたどころかデビルミイラも倒され、結局掟により鉄の爪の義手によって死刑となるが、首を掴まれた際に「死んで化けてやる！」と叫びつつ落ちていった。
（第16話のクライムボス）
第16話に登場したクライムボス。冒頭で秘密兵器工場をジャッカーに爆破されて1,000億円の損失を出したので鉄の爪に処刑されかかるが、ジャッカーを倒す手段があるといい延命。そして冒頭で破壊された工場の用心棒だったデビルボールをデビルボール2に再生させた他、電磁波で操れる特殊ボールを東が監督を務めるリトルリーグのチームのピッチャーに渡し、これの暴投によって変身前のジャッカーたちを倒そうとし、それがばれた後もデビルボール2による妨害でスカイエースのハッチを封じて変身を阻止しようとした。最期はデビルボール2が敗れた後、いら立ちで自分の作った特殊ボールを投げたところ跳ね返ったボールが自分の頭に当たって自爆した。
秋月姉妹の叔父
第17話に登場したクライムボス。表向きは姪である美佐子（本人はアメリカ留学から帰ってきたばかり）の屋敷の管理人をしているが、裏では広大な屋敷や地所を売りさばくため美佐子の妹の千鶴子（チーちゃん）を死んだことにして地下室に監禁し、デビルアクマの催眠術で彼女の幽霊に仕立てて呪われた屋敷騒ぎを起こして相続人である姪に屋敷を手放すように仕向けていた。東・大地・秋月姉妹の前で正体を暴いた後に彼らを地下室に閉じ込めさせて窒息死しようとしたが、救援に来たエースとクイーンが乗ったジャックタンクにより4人は救出され、最後はジャックタンクの大暴れによる地下室崩壊に巻き込まれて死亡した。
大病院の院長
第18話に登場したクライムボスで表向きは外科医をやっている。海水から金・銀・ウラニウムなどを取り出すドルフィン（ドリフィン）計画を狙い、開発した研究所チーフ佐田良二の双子の兄である良一をわざとショベルカー事故に巻き込んだうえで治療（サイボーグ改造）して歩けるようにして恩義を売ったふりをし、さらに弟を人質に取ったと脅してスパイ活動をさせて設計図を奪った。最期はデビルフィッシングが敗れて逃げ回った所を鉄の爪が死刑として遠隔操作したショベルカーの群れに囲まれてしまい、バケットの爪斬撃による死刑を受けた。
アジア文化交流財団副理事長
第20話に登場にしてかつ最後のクライムボス。アジア文化交流財団自体はまっとうな組織であったが、彼は副理事長の立場を利用し、シガール王国の国宝であるサファイア「ブルータイガー」を狙い、クライマーの乱入中に本性を現しブルータイガー（の偽物）を奪い取っていった。偽物と気が付いた後はデビルベムを使って盗聴を行い、本物を同国のシンディー王女が持っていると知って彼女を狙うが、王女本人はこのことを知らずに宝石の入った楽器を仲良くなった子供にあげていたのでジャッカー共々空振りに終わり、今度はその子供を襲撃するが桜井に先を越されたため直接戦って（副理事長自身も参戦）奪い取ることにする。最期はデビルベムの様子を見た時にエースを捕らえてた鎖分銅がダイヤのダイヤソード稲妻斬りで鎖が斬られ飛んだ際に分銅部分が頭に直撃して即死した。

機械怪物
クライムの超科学力によって製造された犯罪計画の遂行用の戦闘ロボットで、デビルロボットとも呼ばれる。人間と同レベルの人工知能を有し、言葉もしゃべる。動物、兵器、妖怪など、様々なものをモチーフとしている。名称は「デビル○○」。その地位はクライムボスと基本的に同格であるが、デビルケーンやデビルグーのように、クライムボスの護衛が任務の者も存在する。また、第6話や第11話のようにクライムボスを処刑することもある。
第4話に出たデビルガンは、大地からは「機械怪物」、鯨井からは「犯罪ロボット」、ナレーションでは「デビルロボット」とバラバラに呼ばれており、その後にケイブンシャから発売された「全怪獣怪人大百科」シリーズでは、登場全ロボットが「悪魔＜デビル＞ロボット」という名称だった。しかし、1988年に講談社から発売された『テレビマガジン特別編集 秘密戦隊ゴレンジャー大全集』より、第1話 - 第22話のロボットは機械怪物、第23話 - 最終回のロボットは侵略ロボットという名に統一された。
- 番組初期では犯罪捜査をメインストーリーに据えていたことや素顔でのアクションを見せることなどから出番が抑えられていたが、路線変更により第15話より出番が増やされ、さらに個性を強調しメカ要素から離れたキャラクター性の怪物も増えていった。

侵略ロボット
第23話より登場。クライムの真の首領シャインの出現と同時期に導入された高性能ロボット。宇宙で作られているらしく、知能・戦闘力ともにデビルロボットを凌駕している。「ロボット」と称されてはいるが、中にはテンタクルズ入道のように科学で一から作られたのではなく、宇宙生物を改造した宇宙怪物も含まれる。ジャッカーコバックも通じない強敵。
- 身長・体重は基本的に設定されていない。

イカルス大王
第34話・第35話に登場。シャインがアイアンクローに代わる新しいクライムの指揮官として派遣した最後の侵略ロボットで、アイアンクローとは仲が悪い。地球をシャイン星に運び、植民地化するスターダスト計画を実行に移そうとした。剣を武器とし、さらにイカワッパという相手の動きを封じる特殊リングも持つ。第35話におけるジャッカー電撃隊との戦いで敗走し、基地に戻ったところをアイアンクローに罵倒された挙げ句に処刑された。シャインもアイアンクローによる処刑を容認せざるを得なかった。
- 衣装はテンタクルズ入道からの共用のもの。

クライマー
クライムの一般兵士。人間の犯罪者を訓練・強化して兵士にしている。前期はレザー製、後期は布製の黒いマスクを被っている。また布製のマスクは途中から目に赤い布が当てられている。武器はサーベル。銃器の扱いにも長けており、軍隊レベルの戦闘力を持っている。この他、身体を縮小することも可能。
宇宙海賊
第26話に登場したキャプテンゴースト配下の戦闘員。
アパッチ軍団
第29話に登場したカマキリ大酋長配下の戦闘員。
クライム親衛隊
クライムの精鋭部隊。「クライムカンフー」なる武闘大会の優勝者が任命され、ドクロをかたどった親衛隊バッジが与えられる。
コマンド部隊
第3話に登場した、横浜ボスやデビルマイトのもとで働く青年兵士。孤島・兎島にコマンド養成所がある。
体や力にコンプレックスを持つ若者へ言葉巧みに洗脳薬を飲ませ、体内に爆弾を埋め込むことで完成。普段は一般人として暮らしているが、横浜ボスが開発してデビルマイトが持つコントローラー操作によって兵士と化し、現金輸送車襲撃などに暗躍する。用済みになった者や秘密を漏らそうとした者は、体内爆弾の遠隔操作で爆殺される。
スクラップ軍団
第22話に登場した、機械怪物デビルスクラップ配下の格闘アンドロイド軍団。メンバーはブラックスクラップ・ブラウンスクラップ・グレイスクラップ・ダークスクラップの4名で、それぞれが違った格闘技に長けており、ヌンチャク（ブラック）・トンファー（ブラウン）・鎖（グレイ）・サイ（ダーク）を武器にしている。
クライマーが扮したダミージャッカーを相手にトレーニングし、さらに体内に爆弾を埋め込まれ、人間爆弾と化す。そしてクライムが拉致した月岡一郎少年（大地の親友）をスクラップ屋敷に連れ込むと、ジャッカー電撃隊を変身前のまま誘き出して屋敷の回りに強力バリヤーを張り、スカイエースやジャックタンクが入れないようにしてから襲いかかった。だが戦いの中で2名は自爆し、残りの2名は桜井とカレンを捕まえて共倒れを測るも逃げられて自爆したため、全滅となった。

### クライムの戦力
クライム要塞島
太平洋上の孤島にあるクライムの本拠地。地図にも載っておらず、外見はただの無人島である。しかし、内部には最新設備が整っている。また、デビルシャークも多数有しており、付近を通った船や飛行機は全て行方不明になる。35話でジャッカー電撃隊に爆破されその機能を消失した。
デビルシャーク
クライムの主力戦闘機。空中魚雷を放ち、地球防衛軍第七艦隊の原子力空母シーラント号とその護衛艦を破壊するほどの戦闘力を持ち、編隊攻撃を行う。クライムの勢力拡大に大きく貢献した。クライマーが操縦し、スカイエースと空中戦を繰り広げる。
クライム装甲車
第3話から登場。機械怪物やクライマーが乗用する火炎放射や銃弾によって敵を攻撃する特殊装甲車。
クライムオートバイ
クライムライダーやカマキリ大酋長とアパッチ軍団などが使用したオートバイ。

## キャスト

### レギュラー・準レギュラー
- 桜井五郎 / スペードエース - 丹波義隆
- 東竜 / ダイヤジャック - 伊東平山
- カレン水木 / ハートクイン - ミッチー・ラブ
- 大地文太 / クローバーキング - 風戸佑介
- 番場壮吉 / ビッグ・ワン - 宮内洋（第23話 - 第35話）
- 姫玉三郎 - 林家源平（第23話 - 第35話）
- 女性隊員8号 - 引馬厚代（第15話、第17話 - 第20話）
- 女性隊員9号 - 高瀬夕子[注釈 29]
- 女性隊員10号 - 芦沢道子
- 鉄の爪 - 石橋雅史（第27、28話を除く）
- 鯨井大助 / ジョーカー - 田中浩

### 声の出演
- ハムスター - 江川菜子
- シャイン - 依田英助、岡田道郎（25、31話）、丸山詠二（27話）
- ナレーター - 大平透

### 主なゲスト
- ロバート長官 - ユセフ・オスマン、声：丸山詠二（第1話）
- 水木刑事 - 近藤準（第1話）
- 山内 - 大前田武（第2話）
- サム - ジム・マックス・バーデン（第2話）
- 小野夏子 - 志穂美悦子（第3話）
- 小野隼人 - 高橋健二（第3話）
- 西崎エミ - 石川貴子（第4話）
- エミの父 - 新宅剛（第4話）
- エミの母 - 中村万理（第4話）
- 大地奈美 - 佐藤てるみ（第4話）
- 小山純子 - 夏樹陽子（第5話）
- 小山博士 - 片山滉（第5話）
- 切替徹（本人役 / 第7話、第14話）
- 切替雅子（本人役 / 第7話）
- スーパーカーマニアの子供 - 岩本巧（第7話）
- 加奈子 - 村松美枝子（第8話）
- 久美子 - 岡田京子[注釈 30]（第8話）
- 中山勝也 - 真田宏之（第9話）
- 勝也の兄 - 高橋利道（第9話）
- 西崎 - 栗原敏（第9話）
- ビッグ・サターン - ウイリー・ドーシー[注釈 31]（第9話）
- 太田美紀 - 清水めぐみ（第10話）
- 赤尾弁護士 - 江見俊太郎（第10話）
- 林 愛子 - 小山柳子（第10話）
- 若宮 - 谷岡弘規（第11話）
- カーメン文化長官 - エンベル・アルテンバイ[注釈 32]、声：丸山詠二（第12話）
- 岩崎浩一 - 望月賢一（第13話）
- 林田民子 - 浜えり子（第13話）
- レイカ - 清水恵子（第13話）
- ボーン - デビット・フリードマン（第14話）
- 兼子眞（本人役 / 第14話）
- マヤ - 藤山律子（第14話）
- メグミ - 玉井ゆみ（第15話）
- ケンタ - 小国文彦（第15話）
- 鈴木幸子 - 茂野文代（第15話）
- 女性隊員7号 - 工藤るみ（第15話） - 第13話ではファッションモデルの一人として出演している。
- 金井次郎 - 窪田尚史（第16話）
- 秋月美佐子 - 伊豆田依子[86]（第17話）
- 秋月千鶴子 - 青葉佳代（第17話）
- 佐田良一 - 岡部公一（第18話）
- 佐田良二 - 岡部睦（第18話）
- 佐田良三 - 飯田誠（第18話）
- 太郎の父 - 水橋和夫（第19話）
- 西川太郎 - 藤森政義（第19話）
- ガムディー大佐 - 加地健太郎（第20話）
- シンディー王女 - 鈴木真代（第20話）
- 団理事長 - 斉藤英雄（第20話）
- かずお - 西尾俊彦（第20話）
- スクラップ軍団員の1人 - ミスター珍（第22話）
- 月岡一郎 - 田遠実（第22話）
- 山田良夫 - 七五三木猛明（第23話）
- ハイカー - 依田英助（第25話）※役名不明
- ひろし - 五島克徳（第25話）
- 達也 - 小国文彦（第26話）
- 藤田長官 - 須藤健（第27・29話）
- 佐藤隊長 - 辰馬伸（第27話）
- 西川イサム - 安藤一人（第28話）
- 杉山博士 - 入江正徳（第28話）
- 鉄の爪の変装態 - 飯田テル子、土田真由美、水野麻希（第29話）
- 浜戸院長 - 吉田義夫（第30話）
- 浜戸雪枝 - 柿崎澄子（第30話）
- 浜戸コウイチ - 丹呉俊克（第30話）
- 山本信太 - 安藤聖一（第31話）
- 信太の父 - 相馬剛三（第31話）
- 信太の母 - 星美智子（第31話）
- 近所の親父 - 大泉滉（第31話）[注釈 33]
- 湯川カズトシ - 倉沢満夫（第32話）
- 鯨井長官の妻 - 五十嵐五十鈴（第35話）
- 鯨井マリ - 清水久美（第35話）

※漢字表記は、秘密戦隊ゴレンジャー大全集 1988226 - 227頁に拠る。

### スーツアクター
スペードエース役の春田三三夫（現・春田純一）は、途中、負傷により降板し、岡本美登に交代した。第13話からは、春田の名前は出演クレジットには出てこない。復帰後は岡本と交代でビッグワンを担当した。
- スペードエース[26]、ビッグワン[43] - 春田三三夫
- スペードエース[26]、ビッグワン[43][42] - 岡本美登
- ダイヤジャック[54] - 鈴木弘道
- ハートクイン[55] - 横山稔
- クローバーキング[36][89] - 古賀弘文
- スペードエース（オープニング）[26] - 山岡淳二
- 怪人[90][58]、スペードエース（代役）[58] - 村上潤

## スタッフ
- 原作 - 石森章太郎（てれびくん、小学館学習雑誌、テレビランド 連載）
- プロデューサー - 荻野隆史（テレビ朝日 第1話 - 第26話）、小泉美明（テレビ朝日 第21話から）、吉川進
- 脚本 - 上原正三、押川国秋、曽田博久、高久進、新井光、平山公夫、長坂秀佳
- 監督 - 竹本弘一、奥中惇夫、平山公夫、田口勝彦、山田稔
- 音楽 - 渡辺宙明
- 音楽制作 - あんだんて
- 撮影 - 原秀夫、山沢義一、加藤弘章、小林武治
- 照明 - 戸塚和夫、吉山清二
- 美術 - 八木功、阿部三郎
- 仕上制作 - 映広音響
- 録音 - 太田克己
- 編集 - 菅野順吉
- 効果 - 平田靖
- 選曲 - 村田好次
- 助監督 - 平山公夫、福島孔道、松本喜隆、村石宏實
- 記録 - 由井とらこ、船津一、植村よし子、堀よし子
- 技斗 - 山岡淳二（JAC）
- 進行主任 - 立花浩、小迫進、原田良彦、川上正行、大里俊博、伊東暉雄
- キャラクター制作 - エキスプロダクション
- 美粧 - 入江美粧
- 衣裳 - 東京衣裳
- 現像 - 東映化学
- （株）特撮研究所
  - 効果 - 鈴木昶
  - 美術 - 松原裕志
  - 撮影 - 石山信雄、高梨昇
  - 照明 - 日出明義
- 装置 - 日向勤
- 大平特殊効果、菊地潔
- カー・スタント - 室町健三
- 協力 - エキサイティング・カークラブ（第7話）
- 制作担当 - 伊東暉雄
- 制作 - テレビ朝日、東映

### ノンクレジット
- 企画 - 平山亨
- 合成 - チャンネル16
- 特撮監督 - 矢島信男
- 制作協力 - 東映生田スタジオ

## 音楽
音楽を担当した渡辺宙明は、並行していた『大鉄人17』が重厚な音楽であったのに対し、本作品はロック調としており、前作よりも大人っぽさをイメージしている。
本作品のアイキャッチ音楽は3種類あるが、以下の通りすべて他作品からの流用である。
- 第1話 - 第12話：「秘密戦隊ゴレンジャー」第3回録音分 M-25T2
- 第13話：「秘密戦隊ゴレンジャー」第3回録音分 M-26T2
- 第14話 - 第35話：「人造人間キカイダー」第1回録音分 M-11B

このうち『キカイダー』録音分は劇場版『ジャッカーVSゴレンジャー』でも、鯨井長官がキカイダーの活躍を紹介する場面で流された。
主題歌
オープニングテーマ「ジャッカー電撃隊」
作詞：石森章太郎 / 作曲・編曲：渡辺宙明 / 歌：ささきいさお、こおろぎ'73
戦闘シーンに使われることも多い。なお、名乗りのシーンで使われたドラムソロについて、『ジャッカー電撃隊 MUSIC COLLECTION』（1996年、日本コロムビア）の楽曲解説では「本曲のイントロを編集したもの」と書かれているが、『東映戦隊ヒーロー バトルミュージックコレクション』（1997年、日本コロムビア）の楽曲解説では出典不明の曲とされている。
主題歌のテレビサイズはフルサイズとは別に録音されており、伴奏のニュアンスなどが異なる。テレビサイズは一時期は音源が行方不明になっており、1996年発売の『ジャッカー電撃隊 MUSIC COLLECTION』には放送用の音声トラックから収録、『東映戦隊ヒーロー バトルミュージックコレクション』にはフルサイズからの編集で疑似的に再現したものが収録された。その後、選曲の村田好次がコピーテープを保存していることが判明し、『TVサイズ!スーパー戦隊シリーズ全主題歌集』（2001年、日本コロムビア）で初めて音楽テープからの収録となった。
キングレコードからは堀光一路によるカバー版とビクターレコードから藤井健によるカバー版が発売されている。
エンディングテーマ「いつか、花は咲くだろう」
作詞：八手三郎 / 作曲・編曲：渡辺宙明 / 歌：ささきいさお
OPテロップでは「いつかは花も咲くだろう」と表記。

挿入歌
「J.A.K.Q. 進めジャッカー」（第11・13 - 15・17・19・21・23・26・30・32話）
作詞：八手三郎 / 作曲・編曲：渡辺宙明 / 歌：ささきいさお、こおろぎ'73、ザ・チャープス
番組中盤から戦闘シーンに使用された。
『ジャッカー電撃隊VSゴレンジャー』では、「見よ!!ゴレンジャー」とのメドレー形式で主題歌として使用された。
「スペードエース若き獅子」
作詞：八手三郎 / 作曲・編曲：渡辺宙明 / 歌：ささきいさお、ザ・チャープス
第11・14・18・22話ではインストゥルメンタル版を使用。第23話以降はビッグボンバーのテーマとしてインストゥルメンタル版が使用された。
「それが始まりだった」（第15話）
作詞：石森章太郎 / 作曲：渡辺宙明 / 編曲：武市昌久 / 歌：前川陽子
歌詞はカレンのことを歌ったものだが、インストゥルメンタル版がカレンとは無関係のシーンで使用されている（第7・14話）。
「ジャッカーコバック」（第13 - 20話）
作詞：石森章太郎 / 作曲・編曲：渡辺宙明 / 歌：ささきいさお、こおろぎ'73、ザ・チャープス
ジャッカーコバックのシーンに使用された。また、歌詞の一部は劇中でジャッカーの決めゼリフとして引用されている。
「ジャッカーマシンロック」（第14話）
作詞：八手三郎 / 作曲：渡辺宙明 / 編曲：武市昌久 / 歌：ささきいさお
第16話ではインストゥルメンタル版が使用されている。
「行け！スカイエース」（第13・16 - 21話）
作詞：八手三郎 / 作曲・編曲：渡辺宙明 / 歌：ささきいさお、こおろぎ'73
「クライムのテーマ」
作曲・編曲：渡辺宙明 / 台詞：アイアンクロー / コーラス：ザ・チャープス
第16話ではインストゥルメンタル版が使用されている。
- 作曲した渡辺は、悪の組織の曲は難しいとしているが、本曲については曲調をメインに考えたので楽しくできたと述べている。
- 作詞担当は未表記だが、渡辺はこおろぎ'73の元メンバーによるものであると証言している。

「ジャッカー愛のテーマ」
作詞：八手三郎 / 作曲・編曲：渡辺宙明 / 歌：ささきいさお
主に物語のクロージング曲としてインストゥルメンタル版が使用されている（第7・11・12・15・17・20・22・27・30・32話）。

## 放送日程
サブタイトルは全篇通して「○○!!××」というフォーマットに統一されており、また感嘆符の前に入る語句は時期によって以下の3パターンに大別される。
- 「数字+主にトランプに関係ある語句」（1 - 12話）
- 「色+語句」（13、15 - 23話）
- 指定なし（14、24 - 35話）

| 放送日         | 放送回 | サブタイトル                         | 登場ロボット                                                               | クライムボス                                      | 脚本              | 監督     |
| -------------- | ------ | ------------------------------------ | -------------------------------------------------------------------------- | ------------------------------------------------- | ----------------- | -------- |
| 1977年04月09日 | 1      | 4カード!! 切り札はJAKQ               | - デビルキラー（声 - 飯塚昭三）                                            | - 東京ボス（演 - 増田順司）                       | 上原正三          | 竹本弘一 |
| 4月16日        | 2      | 2テンジャック!! 秘密工場を電撃せよ   | - デビルドリル（声 - 飯塚昭三）                                            | - 東京ボス（演 - 増田順司）                       | 上原正三          | 竹本弘一 |
| 4月23日        | 3      | 5フラッシュ!! ほえろパンサー         | - デビルマイト（声 - 飯塚昭三）                                            | - 横浜ボス（演 - 杉義一）                         | 上原正三          | 奥中惇夫 |
| 4月30日        | 4      | 1ジョーカー!! 完全犯罪の死角         | - デビルガン（声 - 丸山詠二）                                              | - 横浜ボス（演 - 杉義一）                         | 上原正三          | 奥中惇夫 |
| 5月07日        | 5      | 3スナップ!! 裏切りのバラード         | - デビルレスラー（声 - 飯塚昭三）                                          | - （演 - 潮建志）                                 | 上原正三          | 竹本弘一 |
| 5月14日        | 6      | 9ポーカー!! 美女の罠                 | - デビルアマゾン（人間態（女ディーラー・杏子） - 夏樹レナ、声 - 京田尚子） | - 富岡（演 - 高桐真）                             | 押川国秋          | 竹本弘一 |
| 5月21日        | 7      | 8スーパーカー!! 超速300キロ          | - デビルエレキ（声 - 丸山詠二）                                            | - クライムライダー（声 - 依田英助）               | 上原正三          | 奥中惇夫 |
| 5月28日        | 8      | 6ターゲット!! 爆発する花             | - デビルフラワー（声 - 依田英助）                                          | - （演 - 大村文武）                               | 押川国秋          | 奥中惇夫 |
| 6月04日        | 9      | 7ストレート!! 地獄の必殺拳           | - デビルスパイダー（声 - 依田英助）                                        | - （演 - 高野真二）                               | 上原正三          | 竹本弘一 |
| 6月18日        | 10     | 11コレクション!! 幸福への招待        | - デビルケーン（声 - 大宮悌二）                                            | - 偽赤尾弁護士（演 - 三重街恒二）                 | 曽田博久          | 竹本弘一 |
| 6月25日        | 11     | 13ジャックポット!! 燃えよ！友情の炎  | - デビルギャング（声 - 丸山詠二）                                          | - 藤田所長（演 - 外山高士）                       | - 高久進 - 新井光 | 奥中惇夫 |
| 7月02日        | 12     | 10ピラミッド!! 黄金仮面の迷路        | - デビルスフィンクス（声 - 青森伸）                                        | - 偽カーメン文化長官（演 - 黒部進）               | 上原正三          | 奥中惇夫 |
| 7月9日         | 13     | 青いキークイズ!! 密室殺人の謎・なぞ  | - デビルグー（声 - 丸山詠二）                                              | - ジャン武藤（演 - 新井和夫）                     | 上原正三          | 平山公夫 |
| 7月16日        | 14     | オールスーパーカー!! 猛烈!! 大激走!! | - デビルウルフ（声 - 飯塚昭三）                                            | - 008（演 - きくち英一）                          | 平山公夫          | 平山公夫 |
| 7月23日        | 15     | 真赤なオカルト!! 怪談・吸血鬼        | - デビルミイラ（声 - 飯塚昭三）                                            | - ビューティサロン・ラムール院長（演 - 進千賀子） | 上原正三          | 奥中惇夫 |
| 7月30日        | 16     | 黒いベースボール!! 襲撃する魔球      | - デビルボール（声 - 飯塚昭三）                                            | - （演 - 八名信夫）                               | 上原正三          | 奥中惇夫 |
| 8月13日        | 17     | 黒い悪魔つき!! 怪談・地獄の家        | - デビルアクマ（声 - 依田英助）                                            | - 秋月姉妹の叔父（演 - 河村弘二）                 | 上原正三          | 竹本弘一 |
| 8月20日        | 18     | 青いうず潮!! 秘密スパイの顔          | - デビルフィッシング（声 - 依田英助）                                      | - 大病院院長（演 - 中井啓輔）                     | 上原正三          | 竹本弘一 |
| 8月27日        | 19     | 真赤な大冒険!! 底なし魔境の鬼退治    | - デビルアスレチック（声 - 丸山詠二）                                      | ―                                                 | 上原正三          | 平山公夫 |
| 9月03日        | 20     | 暗黒の使者!! 透明怪物が闇を走る      | - デビルベム（声 - 依田英助）                                              | - アジア文化交流財団副理事長（演 - 大前均）       | 押川国秋          | 平山公夫 |
| 9月10日        | 21     | バラ色の野球時代!! クライムの強打者  | - デビルバッター（声 - 永井一郎）                                          | ―                                                 | 上原正三          | 竹本弘一 |
| 9月17日        | 22     | 赤い大逆転!! 自爆軍団を攻撃せよ      | - デビルスクラップ（声 - 依田英助）                                        | ―                                                 | 新井光            | 竹本弘一 |
| 10月01日       | 23     | 白い鳥人！ビッグワン                 | - アトミック魔女（人間態（細田所長） - 森秋子、声 - 京田尚子）             | ―                                                 | 上原正三          | 竹本弘一 |
| 10月08日       | 24     | 悪魔か？天使か?! 不思議な笛吹き男    | - 地獄天使（声 - 丸山詠二） - アリンガム将軍                               | ―                                                 | 上原正三          | 竹本弘一 |
| 10月15日       | 25     | 勝利か？死か?! 鬼将軍と機械化軍団    | - アリンガム将軍（声 - 飯塚昭三）                                          | ―                                                 | 上原正三          | 田口勝彦 |
| 10月22日       | 26     | インベーダーか!? 謎の宇宙海賊船      | - キャプテンゴースト（人間態（用務員） - 林孝一、声 - 飯塚昭三）           | ―                                                 | 上原正三          | 田口勝彦 |
| 10月29日       | 27     | 独裁者の野望!! 砕け！死の収容所      | - クロコダクル総統（声 - 丸山詠二）                                        | ―                                                 | 上原正三          | 竹本弘一 |
| 11月05日       | 28     | ぼくの秘密！ポケットの中の宇宙怪物   | - テンタクルズ入道（声 - 青森伸）                                          | ―                                                 | 上原正三          | 竹本弘一 |
| 11月12日       | 29     | 行くぞ七変化！鉄の爪対ビッグワン     | - カマキリ大酋長（声 - 飯塚昭三）                                          | ―                                                 | 上原正三          | 山田稔   |
| 11月19日       | 30     | 死を呼ぶ暗号！猛毒コブラツイスト     | - コブラ大神官（声 - 飯塚昭三）                                            | ―                                                 | 上原正三          | 山田稔   |
| 11月26日       | 31     | 赤い衝撃！スパイは小学四年生         | - シャチラ汗（声 - 飯塚昭三）                                              | ―                                                 | 上原正三          | 竹本弘一 |
| 12月03日       | 32     | どっちが本もの?! 危うしビッグワン    | - カメレアン大隊長（声 - 飯塚昭三）                                        | ―                                                 | 長坂秀佳          | 竹本弘一 |
| 12月10日       | 33     | 電撃隊全滅か?! クライムのお料理教室  | - バッファロー提督（人間態（調理師） - 中村正、声 - 丸山詠二）             | ―                                                 | 押川国秋          | 山田稔   |
| 12月17日       | 34     | 潜入！クライム要塞島                 | - イカルス大王（声 - 飯塚昭三）                                            | ―                                                 | 上原正三          | 山田稔   |
| 12月24日       | 35     | 大勝利！さらばジャッカー             | - イカルス大王 - 戦士鉄の爪                                                | ―                                                 | 上原正三          | 山田稔   |

## 放送局
- テレビ朝日（制作局）：土曜 19:30 - 20:00
- 北海道テレビ：土曜 19:30 - 20:00[95]
- 青森放送：土曜 17:30 - 18:00[96]
- テレビ岩手：金曜 18:00 - 18:30[97]
- 山形テレビ：月曜 18:00 - 18:30[98]
- 東日本放送：土曜 19:30 - 20:00[99]
- 福島中央テレビ：月曜 18:00 - 18:30（第1話 - 第24話） → 月曜 17:00 - 17:30（第25話 - 第35話）[100]
- 新潟放送：金曜 17:00 - 17:30（1977年9月まで）→ 金曜 16:30 - 17:00（1977年10月から）[101]
- テレビ山梨：月曜 18:00 - 18:30[102]
- 長野放送：火曜 18:00 - 18:30[103]
- 静岡放送
  - 静岡けんみんテレビ（現：静岡朝日テレビ） : 月曜 - 金曜 07:30 - 08:00
  - 1978年7月の開局直後に放送。
- 北日本放送：水曜 17:00 - 17:30[104]
- 石川テレビ：火曜 18:00 - 18:30[105]
- 福井放送：金曜 17:20 - 17:50[106]
- 名古屋放送：水曜 19:00 - 19:30(第1話 - 第22話) → 土曜 19:30 - 20:00(第23話 - 第35話)
- 朝日放送：土曜 18:00 - 18:30[107]
- テレビ岡山
- 広島ホームテレビ
- テレビ山口
- 瀬戸内海放送
- テレビ愛媛
- テレビ高知
- 九州朝日放送
- 熊本放送：日曜 9:00 - 9:30[108]
- 大分放送
- 宮崎放送：水曜 17:21 - 17:50[109]
- 鹿児島テレビ：火曜 17:50 - 18:20[110]
- 沖縄テレビ

## 他媒体展開

### 映像ソフト化
いずれも発売元は東映ビデオ。
- VHS（セル・レンタル共通）は傑作選の2巻がリリースされている。
- DVDは2003年9月21日から10月21日にかけて全6巻が発売された。初の全話ソフト化であり、各巻6話（Vol.1のみ5話）収録。Vol.1 - Vol.3、Vol.4 - Vol.6は同時リリースされた。
- 2008年7月21日発売の「石ノ森章太郎 生誕70周年 DVD－BOX」に第1話が、2021年4月14日発売の「スーパー戦隊一挙見Blu-ray 1975 - 1981」に計4話[注釈 42]が収録[111]。

### 他テレビシリーズ
『5年3組魔法組』
第22話「遊園地は魔法でいっぱい」（1977年5月16日放送）に、魔女ベルバラが投げたトランプからジャッカー電撃隊の4人がゲスト出演。
『海賊戦隊ゴーカイジャー』
第1話などのレジェンド大戦のシーンにジャッカー電撃隊の5人が登場するほか、ゴーカイジャーの豪快チェンジとしても登場。

### 映画作品
『ジャッカー電撃隊』（テレビシリーズ第7話再編集版）
1977年7月17日に東映まんがまつりの1編として公開。
2003年7月21日に東映ビデオより発売されたDVD-BOX『スーパー戦隊 THE MOVIE』に収録された。
『ジャッカー電撃隊VSゴレンジャー』
本作品と『秘密戦隊ゴレンジャー』のクロスオーバー作品。
『ゴーカイジャー ゴセイジャー スーパー戦隊199ヒーロー大決戦』
冒頭のレジェンド大戦のシーンにジャッカー電撃隊の5人が登場するほか、黒十字王が悪用した力としても登場する。番場壮吉/ビッグワンも登場。
『海賊戦隊ゴーカイジャー THE MOVIE 空飛ぶ幽霊船』
合体戦闘員を構成する存在としてクライマーが登場。
『仮面ライダー×スーパー戦隊 スーパーヒーロー大戦』
スーパー戦隊シリーズと仮面ライダーシリーズのクロスオーバー作品で、ジャッカー電撃隊の5人が登場。
『機界戦隊ゼンカイジャー THE MOVIE 赤い戦い! オール戦隊大集会!!』
『機界戦隊ゼンカイジャー』の劇場作品。スペードエースが登場。

### Vシネマ
『百獣戦隊ガオレンジャーVSスーパー戦隊』
番場壮吉/ビッグワンが登場。

### ゲーム作品
『特撮冒険活劇 スーパーヒーロー烈伝』
2000年7月にバンプレストから発売のドリームキャスト用作品。前作『ゴレンジャー』と共に参戦。

## CS放送・ネット配信
CS放送
- 東映チャンネル
  - 2000年1月 - 5月（「石ノ森章太郎劇場」枠）
  - 2001年9月 - 11月（「アンコールアワー」枠）
  - 2020年2月 - 6月
  - 2020年11月 - 2021年3月
  - 2021年5月 - 9月
  - 2021年12月 - 2022年4月[113]
- テレ朝チャンネル
  - 2007年

ネット配信
- 東映特撮 YouTube Official
  - 2013年1月7日 - 5月5日
  - 2015年8月15日 - 12月19日
  - 2021年11月16日 - 2022年3月15日
- 東映特撮ニコニコおふぃしゃる
  - 2024年12月7日 - 2025年8月2日
    - 同年6月8日に発生した、KADOKAWA・ニコニコ動画へのサイバー攻撃により、『ゴレンジャー』の配信完了から約半年のブランクを挟んでの配信開始となった。